# Adam Dubiński
Adam Józef Dubiński (ur. 1960) – polski działacz społeczny pochodzenia karaimskiego, arabista i karaimoznawca. Członek władz karaimskiego Związku Religijnego oraz członek zarządu Związku Karaimów Polskich. Prezes Zarządu Fundacji Karaimskie Dziedzictwo.

## Życiorys
Jest absolwentem Instytutu Orientalistycznego Uniwersytetu Warszawskiego (magister arabistyki). Asystent w Instytucie Językoznawstwa i Przekładoznawstwa Uniwersytetu Jagiellońskiego. Przedmiotem jego zainteresowań badawczych jest aktywność Karaimów w Warszawie oraz tematyka karaimskich kupców i producentów tytoniowych. Zainicjował między innymi projekt dokumentacji dźwiękowej ostatnich użytkowników języka karaimskiego na Litwie i w Polsce, który realizowany był w 2018 roku (był jego koordynatorem). Inicjator i współtwórca  wirtualnej mapy „Karaimi w dawnej Warszawie”.
Od 2008 pełni funkcję skarbnika Związku Karaimów Polskich, a od 2015 jest prezesem Zarządu Fundacji Karaimskie Dziedzictwo. Wiceprzewodniczący Karaimskiego Związku Religijnego (po śmierci Szymona Pileckiego jego najwyższy przedstawiciel).
Członek kolegiów redakcyjnych pisma historyczno-społeczno-kulturalnego Awazymyz, Karaimskiego Archiwum Cyfrowego (Jazyszłar) oraz serwisu www.karaimi.org.